# Središnja zavala
Središnja zavala (engleski: The Interior Lowlands), ponekad zvana Outback („zaleđe” ili „unutrašnjost”), zemljopisna je regija te reljefno najniži prostor u Australiji. Krajem dominiraju tri bazena: bazen zaljeva Carpentaria, bazen jezera Eyre i bazen rijeke Murray.
U krajoliku prevladava ravan. Veći dio zavale je vrlo suh i vruć za usjeve. Zbog toga je nužno navodnjavanje poljoprivrednih površina. U zapadnom dijelu regije prostire se pješčana pustinja. U nekim dijelovima, bliže sjevernoj ili južnoj obali, tlo je prekriveno grubom travom ili grmljem (engleski: bush). Ti se prostori koriste za ispašu stoke. Na jugu Središnje zavale, gdje ima više padalina, poljoprivrednici siju pšenicu. U regiji nema velikih gradova, tako da dva najveća (Mount Isa i Broken Hill) imaju jedva oko 30 000 stanovnika. To su zapravo dva rudarska grada.

## Vanjske poveznice
- The Interior Lowlands | Encyclopaedia Britannica